# テクノプロ・エンジニアリング
テクノプロ・エンジニアリング社（英: TechnoPro, Inc. TechnoPro Engineering Company）は、テクノプロ・ホールディングス株式会社傘下の株式会社テクノプロの社内カンパニー。機械、IT・情報システム、制御、電気・電子、土木・建築等の技術を持つエンジニアの派遣、受託開発、ITソリューション事業などを行っている。かつては、株式会社テクノプロ・エンジニアリングという社号で存在した、日本のアウトソーシング企業であった。

## 概要
当初、グッドウィル・グループ前代表取締役会長兼CEOである折口雅博は、M&Aにて特定技術者派遣会社フォーラムエンジニアリングを買収し、グッドウィル・グループへ組み入れようとするが失敗。M&Aを断念し独自資金にて2003年設立したのが、旧グッドウィル・エンジニアリングである。設立時の代表取締役会長は折口雅博、代表取締役社長は川上真一郎であった。
その後、2006年7月18日に債務超過による経営危機状態にあったフジオーネ・テクノ・ソリューションズ（旧：日設エンジニアリング）を買収。同年10月1日にはフジオーネと「旧グッドウィル・エンジニアリング」両企業の合併により（存続会社はフジオーネ）、現法人となった。
2008年にテクノプロ・エンジニアリングに社名変更。
2014年7月1日、テクノプロ・ホールディングスの連結子会社であるシーテック、CSI、ハイテックと経営統合し、株式会社テクノプロを設立。社内カンパニー「テクノプロ・エンジニアリング社」に組織改編。

## 沿革
- 2003年11月5日 - 「旧：株式会社グッドウィル・エンジニアリング (GWE)」設立
- 2006年10月1日 - 「旧：フジオーネ・テクノ・ソリューションズ(FTS) 株式会社」と合併。

両社の合併後の存続会社は「フジオーネ・テクノ・ソリューションズ株式会社」であり、「旧：株式会社グッドウィル・エンジニアリング」は、フジオーネ・テクノ・ソリューションズへ吸収され、株式会社グッドウィル・エンジニアリングとして新たにスタートする。
- 2007年5月1日 - 本社を「六本木ヒルズ森タワー37F」から「ミッドタウン・タワー31F」に移転。
- 2008年4月1日 - 社名を「株式会社テクノプロ・エンジニアリング」に変更。
- 2008年11月4日 - ラディアグループ再編計画に伴い、本社を「ミッドタウン・タワー31F」から「六本木ヒルズ森タワー35F」に移転。
- 2009年4月13日 - 社員教育研修施設として「RADIA研修センター:ラディア大学」を新横浜と大阪に設置。
- 2014年7月1日 - テクノプロ・ホールディングスの連結子会社であるシーテック、CSI、ハイテックと経営統合し、株式会社テクノプロ設立。社内カンパニー「テクノプロ・エンジニアリング社」に組織改編。

## 関連会社
- テクノプロ・ホールディングス株式会社
  - 株式会社テクノプロ
  - 株式会社テクノプロ・コンストラクション
  - 株式会社テクノプロ・キャリア
  - 株式会社テクノプロ・スマイル